# Aftermath (album)
Aftermath je čtvrté britské a šesté americké studiové album kapely The Rolling Stones. Album bylo vydáno v roce 1966 a je ve tvorbě kapely průlomové tím, že autory všech skladeb je dvojice Mick Jagger/Keith Richards. Album vyšlo nejprve ve Velké Británii, kde se osm měsíců udrželo na prvním místě žebříčku. Ve Spojených státech vyšla zkrácená verze alba a umístila se na druhém místě žebříčku. V roce 2002 vyhlásil časopis Rolling Stone americkou verzi alba 108. nejlepším albem všech dob.
Albem Aftermath přišli Rolling Stones konečně s deskou složenou výhradně z vlastních písní. Vyznění některých z nich jim zároveň pomohlo dotvořit pověst jako skupiny „zlejch hochů“, kterým není nic svaté, ani příslušnice opačného pohlaví. Sem můžeme zařadit například skladbu o pokrytectví britské střední třídy "Mother's Little Helper". Pohrdání ženami otevřeně prezentovali také ve skladbě symbolicky nazvané "Stupid Girl". Na druhou stranu začali svou hudbu obohacovat o nové, dosud nepoužívané prvky jako psychedelie ("Think" nebo "Out of Time") či folk ("High and Dry"). Nebáli se ani experimentů s netradičními nástroji; píseň "Under My Thumb" dostala exotický nádech použitím vibrafonu, téměř alžbětinská balada "Lady Jane" byla zase ozvláštněna cembalem. Vadou na kráse celého alba je však určitá nevyrovnanost písní. Vedle zmíněných skladeb, které se řadí mezi stounovskou klasiku, a k nimž bychom mohli ještě přiřadit i hloubavou záležitost "I Am Waiting", se na něm objevují i méně kvalitní písně jako "Goin' Home", jedenáctiminutový bluesový jam, jenž zaujme spíše svou délkou než obsahem, nebo standardní rock & rolly "Flight 505" a "It's Not Easy".

## Seznam skladeb (Velká Británie)
Autory jsou Mick Jagger a Keith Richards.
1. "Mother's Little Helper" - 2:45
2. "Stupid Girl" - 2:55
3. "Lady Jane" - 3:08
4. "Under My Thumb" - 3:41
5. "Doncha Bother Me" - 2:41
6. "Goin' Home" - 11:13
7. "Flight 505" - 3:27
8. "High And Dry" - 3:08
9. "Out of Time" - 5:37
10. "It's Not Easy" - 2:56
11. "I Am Waiting" - 3:11
12. "Take It Or Leave It" - 2:47
13. "Think" - 3:09
14. "What To Do" - 2:32

## Seznam skladeb (Spojené státy)
1. "Paint It, Black" - 3:45
2. "Stupid Girl" - 2:55
3. "Lady Jane" - 3:08
4. "Under My Thumb" - 3:41
5. "Doncha Bother Me" - 2:41
6. "Think" - 3:09
7. "Flight 505" - 3:27
8. "High And Dry" - 3:08
9. "It's Not Easy" - 2:56
10. "I Am Waiting" - 3:11
11. "Goin' Home" - 11:13